# Ctenus longipes
Ctenus longipes là một loài nhện trong họ Ctenidae.
Loài này thuộc chi Ctenus. Ctenus longipes được Eugen von Keyserling miêu tả năm 1891.